# Донгузашвили, Теа Гайозовна
Те́а Гайо́зовна Донгузашви́ли (род. 4 июня 1976, Тбилиси) — российская дзюдоистка, бронзовая призёрка Олимпийских игр. Заслуженный мастер спорта России. Награждена медалью ордена «За заслуги перед Отечеством» II степени.

## Карьера
Теа стала заниматься дзюдо в 13 лет, её первым тренером стал Омар Гулисашвили. Затем во Владикавказе она тренировалась у Афтандила Герасимовича Габараева. В Санкт-Петербурге Донгузашвили стала работать в клубе «Явара-Нева» под руководством Елены Петровой. Также тренировалась у А. С. Корнеева.
Пятикратная чемпионка России в абсолютной категории и двукратная чемпионка в весовой категории свыше 78 килограмм. В 1994 и 1997 годах выигрывала бронзу в абсолюте на первенстве России, в 1995 и 1996 завоёвывала бронзу и серебро соответственно в весе свыше 72 килограмм, в 1997 и 1999 становилась обладательницей бронзы, а в 1998 и 2000 годах серебра в весе свыше 78 килограмм.
Бронзовая призёрка Олимпийских игр 2004 года и участница Олимпиады 2008.

## Образование
Окончила факультет экономики Тбилисского государственного университета.

## Личная жизнь
Имеет брата и 3-х сестёр, одна из которых близнец Теи. Её отец работает бухгалтером.

## Награды
- Орден Дружбы (14 октября 2020) — за заслуги в развитии физической культуры и спорта, активную общественную деятельность[5].